# VBMR-L Serval

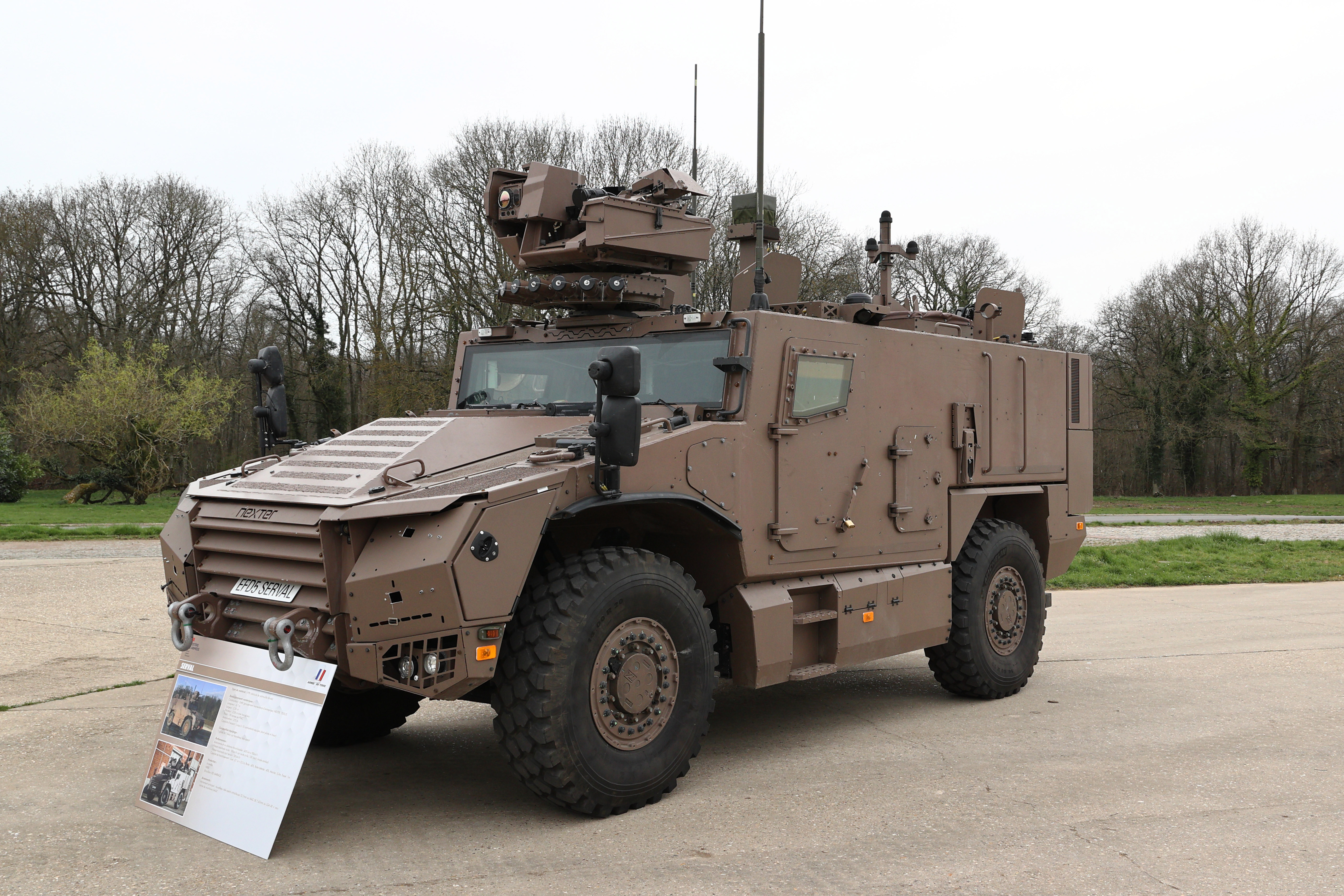
VBMR-L Serval 4x4, linkervooraanzicht

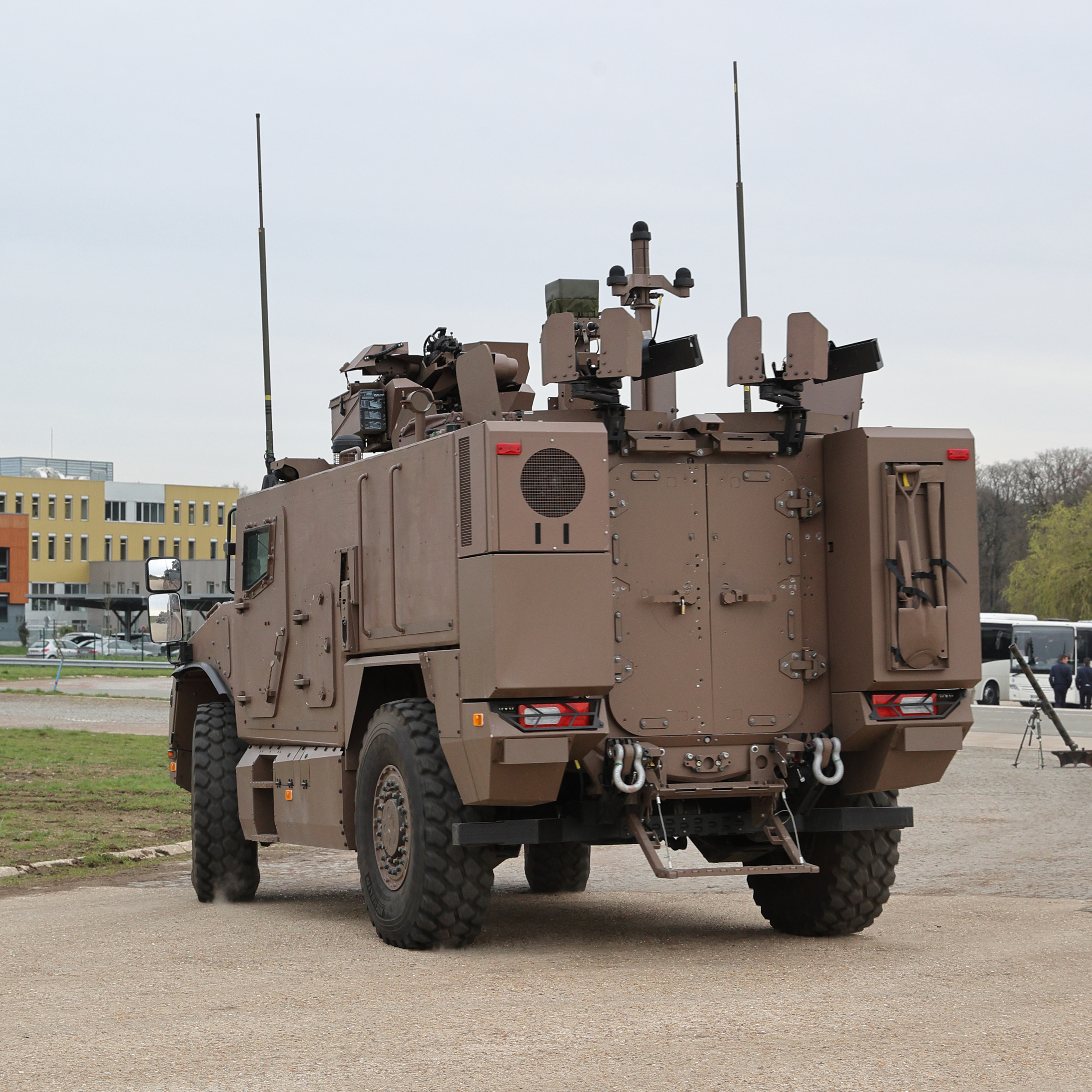
VBMR-L Serval 4x4, achtervooraanzicht

De VBMR-L Serval ofwel Véhicule Blindé Multi-Rôle Léger Serval (nl: Gepantserd licht multirolvoertuig Serval) is een Frans vierwielig pantserwielvoertuig dat samen met de VBMR Griffon bij de Franse krijgsmacht vanaf 2018 de VAB vervangt die sinds de jaren ‘80 in dienst is.
De Serval is, in tegenstelling tot de VAB, niet amfibisch.
De VBMR-L Serval is genoemd naar de serval (Leptailurus serval), een roofdier uit de familie van de katachtigen.

## Geschiedenis
Vanaf 2020 zouden de AMX 10RC en ERC 90 Sagaie voertuigen van de Franse krijgsmacht vervangen moeten worden.
Renault Trucks Defense (RTD) ontwikkelde rond 2010 de 6x6 BMX01 demonstrateur, en Nexter de 6x6 BMX02.
De BMX01 werd de basis voor de VBMR Griffon.
De BMX02 werd door Nexter doorontwikkeld tot de MRAP Titus 6x6 (2013)
Nexter ontwikkelde vervolgens een kleinere versie van de 6x6 MRAP Titus, de lichtere 4x4 VBMR-L Serval, die als aanvulling op de zwaardere 6x6 Griffon, ook werd aangeschaft door de Franse krijgsmacht ter vervanging voor de VAB. De firma Texelis in Limoges ontwierp en produceert de ophanging en transmissie van de Serval.
De Serval is licht en wendbaar en zal voornamelijk ingedeeld worden bij de infanterie-eenheden van lichte brigades, zoals de 11e Parachutistenbrigade (11e Brigade Parachutiste (11e BP)) en de 27e Alpenjagersbrigade (27e Brigade d'Infanterie de Montagne (27e BIM)).
Er kunnen twee Servals vervoerd worden door een Airbus A400M transportvliegtuig. (er past slechts één VBMR Griffon 6x6 (met moeite) in)..

## Ontwerp
De bemanning van de VBMR Griffon bestaat uit twee personen: de chauffeur links en de commandant/schutter rechts in de cabine.
Het powerpack ("groupe motopropulseur" (GMP)), is voorin het voertuig gemonteerd. Het voertuig heeft permanente vierwielaandrijving.
De VBMR-L Serval is uitgerust met een multifuel turbodieselmotor van 511 kW (375 pk) die hem een topsnelheid van 120 km/u geeft. Hij heeft een actieradius van 600 km..
De Serval beschikt over een hulpaggregaat of APU (fr: groupe auxiliaire de puissance, en: auxiliary power unit) en een overdruksysteem dat beschermt tegen chemische en biologische strijdmiddelen en fall-out. Voor inzet in warme klimaten is de Griffon uitgerust met airconditioning.
De Serval is voorzien CONTACT-radio en SICS (Systeme d'Information de Combat SCORPION)., beide onderdeel van SCORPION (Synergy de COmbat Renforcée par la Polyvalence et l'InfovalorasatiON (nl: Gevechts synergie versterkt door veelzijdigheid en digitalisatie)
De Servals zullen, evenals de VBMR Griffon et EBRC Jaguar, worden geleverd in de nieuwe camouflagekleur van de Franse landmacht: effen “brun terre de France” (BTF)  (“Frans aardebruin”). De nieuwe kleur is de basis van de nieuwe Scorpion-camouflage systeem. De ‘PIR’-verf heeft beschermt ook tegen waarneming door warmtebeeldapparatuur. Het interieur is bleekgroen (vert-jaune pâle):p95

## Bewapening
De Serval VPB is uitgerust met een Arquus Hornet op afstand bediend wapenstation (fr: "Tourelleau Téléopéré" (TTOP), en: "Remote Controlled Weapon Station" (RCWS)) dat kan worden bewapend met een MAG 58 7,62 mm, een zwaar 12,7 mm machinegeweer of een 40 mm automatische granaatwerper.

## Varianten
Vooralsnog zijn de volgende varianten gepland:
- VBMR-L VPB - Véhicule Patrouille Blindée (verkennings-/patrouillevoertuig)
- VBMR-L SA2R - Surveillance, Acquisition, Renseignement, Reconnaissance  (gepantserd verkennings- en bewakingsvoertuig (ISTAR)), voorzien van elektronische verkeningsapparatuur)
- VBMR-L NCT - Nœud de communication tactique (verbindingsvoertuig, tactisch communicatieknooppunt)
- VBMR-L SAN - Santé (Service de Santé des Armées) (gewondentransportvoertuig)

Waarschijnlijk worden er in de toekomst meer varianten ontwikkeld, bijvoorbeeld voor commandovoering-, genie-, antitank-, artilleriewaarneming- mortiertrekker-, luchtdoel- en transportversies.

### VLTP-P Serval
De VLTP-P Serval ofwel Véhicule Léger Tactique Polyvalent-Protégé (nl: Veelzijdig licht tactisch voertuig-beschermd) is een versie die is voorzien van extra ballistische bescherming. De Franse Krijgsmacht heeft 1.060 VLTP-P’s besteld, die zullen worden geleverd voor 2033.

## Gebruikers
- Frankrijk – De Franse Landmacht koopt als onderdeel van het ‘Scorpion’-programma 300 EBRC Jaguars, 1.872 VBMR Griffons[noot 4] en 978 VBMR-L Servals[noot 4] die worden ingevoerd voor 2030 en daarnaast nog 1.060 VLTP-P Servals[noot 5] met extra ballistische bescherming[noot 3] die worden ingevoerd voor 2033.[4][23][24][25][26]